# GLAM
GLAM è un acronimo in lingua inglese che indica ogni istituzione che conservi opere d'arte, libri, documenti e artefatti, usando i termini Galleries, Libraries, Archives and Museums (gallerie, biblioteche, archivi e musei) e avvicinandoli al concetto di glamorous, da cui deriva a sua volta il termine slang glam.

## Senso del termine
Il termine inglese galleries (gallerie) identifica istituzioni che conservano collezioni di opere d'arte; mentre il termine museum (museo) è utilizzato per le istituzioni che conservano manufatti di ogni tipo.
Altre espressioni utilizzate in modo simile ma con diverse sfumature sono "settore culturale" (in inglese cultural sector), che tende ad escludere istituzioni con una vocazione specificatamente naturalistica, ambientale, tecnologica; "settore del patrimonio culturale" (in inglese Cultural heritage sector), che include istituzioni che hanno tendenzialmente un patrimonio in pubblico dominio; "industria creativa" (in inglese creative industries), che include anche aziende creative di design, grafica, pubblicità.
La necessità di utilizzare un'espressione che raggruppa tipologie diverse di istituzioni nasce con lo sviluppo di strumenti digitali e con il caricamento online delle loro collezioni. Con Internet e con la nascita di database digitali le specificità delle diverse istituzioni (edifici, pubblico, allestimenti, curatela) tende a sbiadire e la documentazione (opere d'arte, pubblicazioni, documenti, artefatti) si trasforma in "informazione digitale", che richiede un trattamento catalografico molto omogeneo per consentire all'utente di passare con facilità da un libro ad un oggetto museale affine e ad un documento archivistico correlato. 
Allo stesso tempo le diverse istituzioni convergono in un unico più ampio settore, definito in inglese GLAM sector, superando in parte la specificità delle loro diverse strutture.

## Storia e utilizzo
Il termine appare utilizzato in Nuova Zelanda e appare nel 2003 nel titolo della conferenza annuale della Australian Society of Archivists. 
L'acronimo raggiunge una più ampia diffusione con il suo uso da parte delle comunità online: il termine è introdotto nel movimento Wikimedia da Liam Wyatt che lo sente per la prima volta da Brianna Laugher e che lo diffonde online.
Da solo o come prefisso o suffisso in “GLAMWiki” e “OpenGLAM” è utilizzato per definire il contributo e la collaborazione di istituzioni con strumenti e progetti online, e per definire l'informazione digitale resa accessibile o disponibile da istituzioni che conservano opere d'arte, libri, documenti e artefatti. A livello internazionale, il movimento dei volontari, dei capitoli e dei gruppi Wikimedia, insieme alla Wikimedia Foundation, utilizzano l'espressione GLAM in modo sistematico per definire i partenariati con istituzioni che rendono disponibile documentazione utilizzata per arricchire i progetti Wikimedia, in particolare la banca dati multimediale Wikimedia Commons). 
Il termine compare poi in pubblicazioni a partire dal 2011 e John Hartley dichiara che «Le istituzioni culturali la cui nascita ha accompagnato la formazione delle nazioni nel diciannovesimo secolo sono oggi note collettivamente come il settore GLAM».

## Terminologia italiana
In italiano il termine analogo è MAB, acronimo di Musei, Archivi e Biblioteche. Il suo uso è iniziato a circolare tra archivisti, bibliotecari e operatori dei musei in Piemonte nel 2009; successivamente le tre associazioni di riferimento AIB, ANAI e ICOM Italia (International Council of Museums - Comitato Nazionale Italiano) organizzarono un seminario al Salone del Libro di Torino nell'aprile del 2011, che sancì la nascita del MAB, come forma di coordinamento nazionale tra le tre associazioni professionali. L'anno successivo il 12 giugno 2012 è stato sottoscritto dalle tre associazioni l'atto costitutivo del MAB.